# Reschenpass
Der Reschenpass oder einfach Reschen (italienisch Passo di Resia) ist ein Gebirgspass in den Alpen, westlich des Brennerpasses und östlich des Berninapasses. Auf ihm verläuft die Wasserscheide zwischen den Einzugsgebieten der Donau (vermittelt über den Valmiurbach und den Inn) und der am Reschen entspringenden Etsch, also zwischen dem Schwarzen Meer und dem Mittelmeer.
Der Pass überquert den Alpenhauptkamm und trennt die Ötztaler Alpen im Osten von der Sesvennagruppe im Westen. Er verbindet den Vinschgau (Südtirol, Italien) mit dem Oberen Gericht (Tirol, Österreich) bzw. das Etschtal mit dem Oberinntal. Die Passhöhe selbst liegt vollständig auf italienischem Staatsgebiet und befindet sich auf einer Seehöhe von 1507 m unmittelbar nördlich des Dorfs Reschen bzw. des Reschensees. Die Grenze zwischen Italien und Österreich verläuft seit dem Inkrafttreten des Vertrags von Saint-Germain 1920 ca. zwei Kilometer nördlich der Passhöhe. Etwas nordwestlich über der Passhöhe befindet sich an den Hängen des Piz Lad zudem das durch einen Dreiländerstein markierte Dreiländereck zur Schweiz bzw. zum Kanton Graubünden.
An der Staatsgrenze findet man auch zwei Hinweistafeln mit der Angabe „Reschenpass 1455 m“. Diese Höhenangabe bezieht sich auf den Grenzübergang (nicht auf die Passhöhe) und ist deshalb irreführend. Auf Nordtiroler Seite gehört das Passgebiet zur Gemeinde Nauders, auf Südtiroler Seite zur Gemeinde Graun im Vinschgau.

## Name
Obwohl viele Namen in der Umgebung des Reschen einen romanischen oder öfter noch einen rätischen Ursprung haben, ist die Bezeichnung des Reschen selbst erst mittelalterlichen und somit auch deutschen Ursprungs. Wie die Römer den Reschen nannten, ist, wie auch am Brenner, gänzlich unbekannt, denn allgemein redete man von der Straße, der Via Claudia Augusta, nicht aber vom Pass, den diese überquerte. Ähnlich dem Brenner soll auch der Reschen seinen Namen von einem alten bäuerlichen Hof in Passnähe haben. Dieser soll einem „Resch“ oder „Rösch“ gehört haben und wird im Jahre 1393 erstmals als „an dem Reschen“ genannt. Der Familienname, der regional noch verbreitet ist, bedeutet ursprünglich in etwa „der Barsche, Schroffe“.
Zuweilen wird auch die Ansicht vertreten, der Reschen habe seinen Namen von der romanischen Bezeichnung für Sägemühle „reseca“ bekommen, immerhin war der gesamte Reschenpass noch im Mittelalter sehr waldreich. Aber Historiker lehnen diese Ansicht zumeist ab. Zuweilen wird der Reschenpass auch als „Reschenscheideck“ bzw. „Reschenscheidegg“ bezeichnet.
Der italienische Name Passo di Resia geht nicht, wie viele andere romanische Namen, auf eine lateinische Bezeichnung zurück, sondern ist eine Erfindung von Ettore Tolomei im Zug der Italianisierung deutscher Namen in Südtirol.

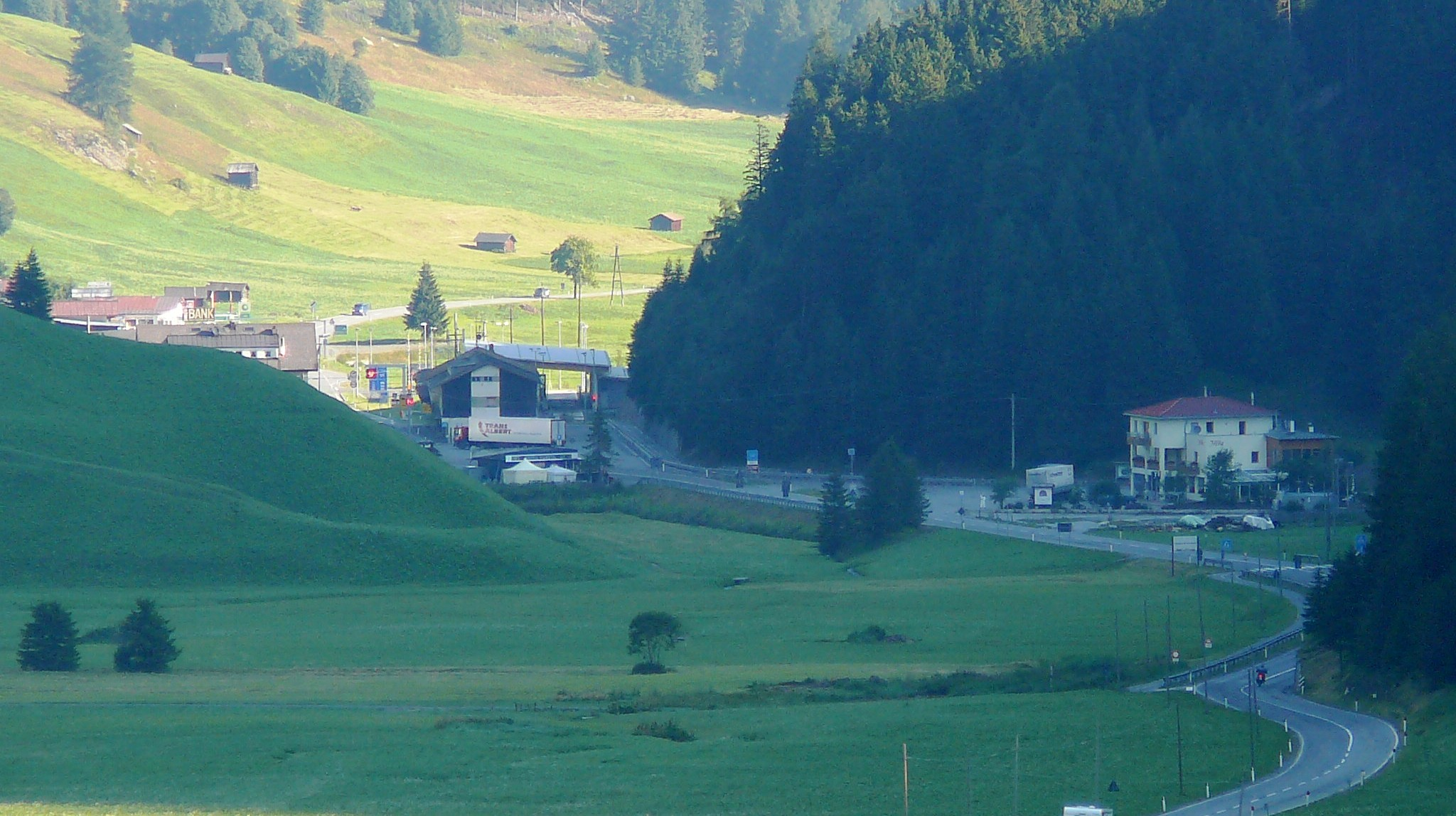
Blick zum Grenzübergang auf der Nordrampe

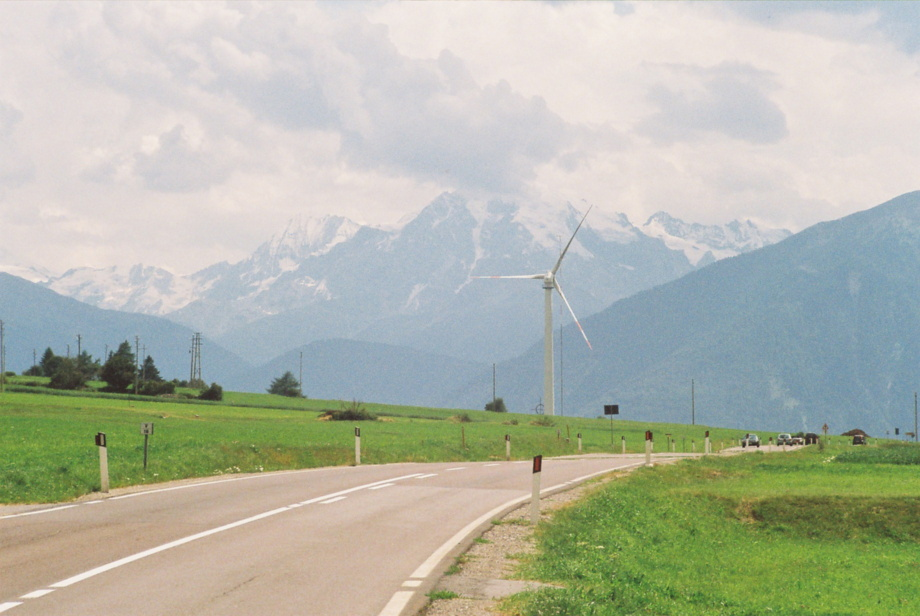
Blick über die Südrampe, im Hintergrund der Ortler und die Königsspitze (links)

## Geschichte
Der Reschenpass ist seit langer Zeit eine der wichtigsten Nord-Süd-Verbindungen über die Alpen. Schon in keltischer Zeit verband er als Saumpfad das Oberinntal im Norden mit dem Vinschgau im Süden. Der Reschenpass war Teil der um das Jahr 50 eröffneten Römerstraße Via Claudia Augusta, die bis zum Bau der Via Raetia im 2. Jahrhundert n. Chr. die Hauptverbindung zwischen Italien und der Region Augsburg war. Die auch als „Oberer Weg“ bekannte Reschen-Route zählte bis zum Bau des Kunterswegs im 14. Jahrhundert neben den Bündner Pässen zu den wichtigsten historischen Alpenübergängen. Seitdem ist der Brennerpass weitaus bedeutender, so wurden um 1430 über 90 Prozent des Fernhandelsverkehrs zwischen Augsburg und Venedig – 6500 Frachtwagen pro Jahr – über die auch als „Unteren Weg“ bezeichnete Brennerroute abgewickelt.
Von römischer Zeit bis 1854 war die befestigte Innbrücke bei Finstermünz nördlich von Nauders eine Zollstätte. Vor dem Ersten Weltkrieg wurde mit dem Bau einer Reschenbahn von Landeck nach Mals begonnen; die Bauarbeiten kamen während des Krieges zum Erliegen. Der Reschenpass wurde erst 1920 mit dem Inkrafttreten des Vertrags von Saint-Germain zur Grenze zwischen Italien und Österreich. Auf und in der Umgebung der Passhöhe sind bis heute noch zahlreiche Befestigungsanlagen und Sperren des Vallo Alpino sichtbar, besonders eindrucksvoll auf Plamort.
1950 wurde auf der italienischen Seite des Passes die Stauung des Reschensees (italienisch Lago di Resia) vollendet. Dabei wurden der Ort Graun und ein Großteil des Dorfes Reschen überflutet. Vom alten Graun ist lediglich der Kirchturm der alten Pfarrkirche St. Katharina noch sichtbar und dient heute zahlreichen Touristen als Fotomotiv. Entgegen weitverbreiteten Annahmen liegt dies jedoch nicht an seiner Höhe, sondern daran, dass er als einziges Gebäude nicht vor der Flutung abgerissen wurde. Bei Niedrigwasser im Stausee steht der Turm in einer Lagune und kann umwandert werden.
Die 1990er Jahre brachten einschneidende Veränderungen am Reschen. Dank dem EU-Beitritt Österreichs 1995 wurden die Zollstationen überflüssig, durch das Schengener Abkommen fanden auch die systematischen Grenzkontrollen am 1. April 1998 ein Ende.
Im Jahr 2019 wurde am Reschen der Zusammenschluss des Nordtiroler und Südtiroler Glasfasernetzes verwirklicht. 2020 war Baubeginn einer neuen Leitungsverbindung zwischen den Stromnetzen Nord- und Südtirols; eine unterirdische 220-kV-Leitung verknüpft dabei seit 2023 den Netzknoten Glurns mit Nauders, wo im Ortsteil Fuhrmannsloch ein neues Umspannwerk errichtet wurde. Ein Phasenschiebertransformator mit einem Gewicht von 740 Tonnen bewerkstelligt den regeltechnischen Ausgleich zum österreichischen 380-kV-Netz. Die Leitungsleistung liegt bei 400 Megawatt und kann damit den Strom von zwei Donaukraftwerken transportieren.

## Verkehr
Für den Kraftverkehr ist der Pass nur von regionaler Bedeutung. Er wird von einer zweispurigen Straße überquert, die auf Nordtiroler Seite als B 180, auf Südtiroler als SS 40 bezeichnet wird. 2022 befuhren durchschnittlich 5344 Fahrzeuge pro Tag den Reschenpass, davon waren 513 LKW-ähnliche Fahrzeuge. Erbauer der Alpenstraße über den Reschenpass war Carl von Ghega. Heute sind der Straße die Gefahren von damals durch Tunnel und Galerien genommen worden.
Der Reschen wird zudem durch die Radroute 2 „Vinschgau–Bozen“ erschlossen, die im überregionalen Kontext Teil des „Etsch-Radwegs“ bzw. der „Via Claudia Augusta“ ist.